# Свети Димитър (Зърновци)
Вижте пояснителната страница за други значения на Свети Димитър.
„Свети Димитър“ (на македонска литературна норма: „Свети Димитрија“) е възрожденска православна църква в село Зърновци, източната част на Република Македония. Енорийски храм е на Зърновската енория на Брегалнишката епархия на Македонската православна църква – Охридска архиепископия.
Църквата е единствен храм в селото. Разположена е в горната му стара част. Изградена е в XVIII или XIX век. на основа на по-стар храм. Няколко пъти е обновявана.
В интериора има 65 защитени със закон икони, изработени от непознат автор във втората половина на XIX век. Работени са в темпера с гипсов грунд на дъска, като най-малката е 22 cm x 17,5 cm, а най-голямата 105,5 cm х 80,5 cm х 2,5 cm. Възможно е авторът да е Димитър Папрадишки, работил с тайфата си в църквите в Кочанско. Дарко Николовски приписва иконите (49 броя) на Николай Михайлов.
Малкото живопис е от 1937 година, също дело на неизвестен зограф. В края на 2015 година художникът Валентин Гюрович започва цялостното изписване на храма.
В двора на църквата има и стар гроб с надпис на свещеник.